# Shinshiro

Shinshiro na província de Aichi

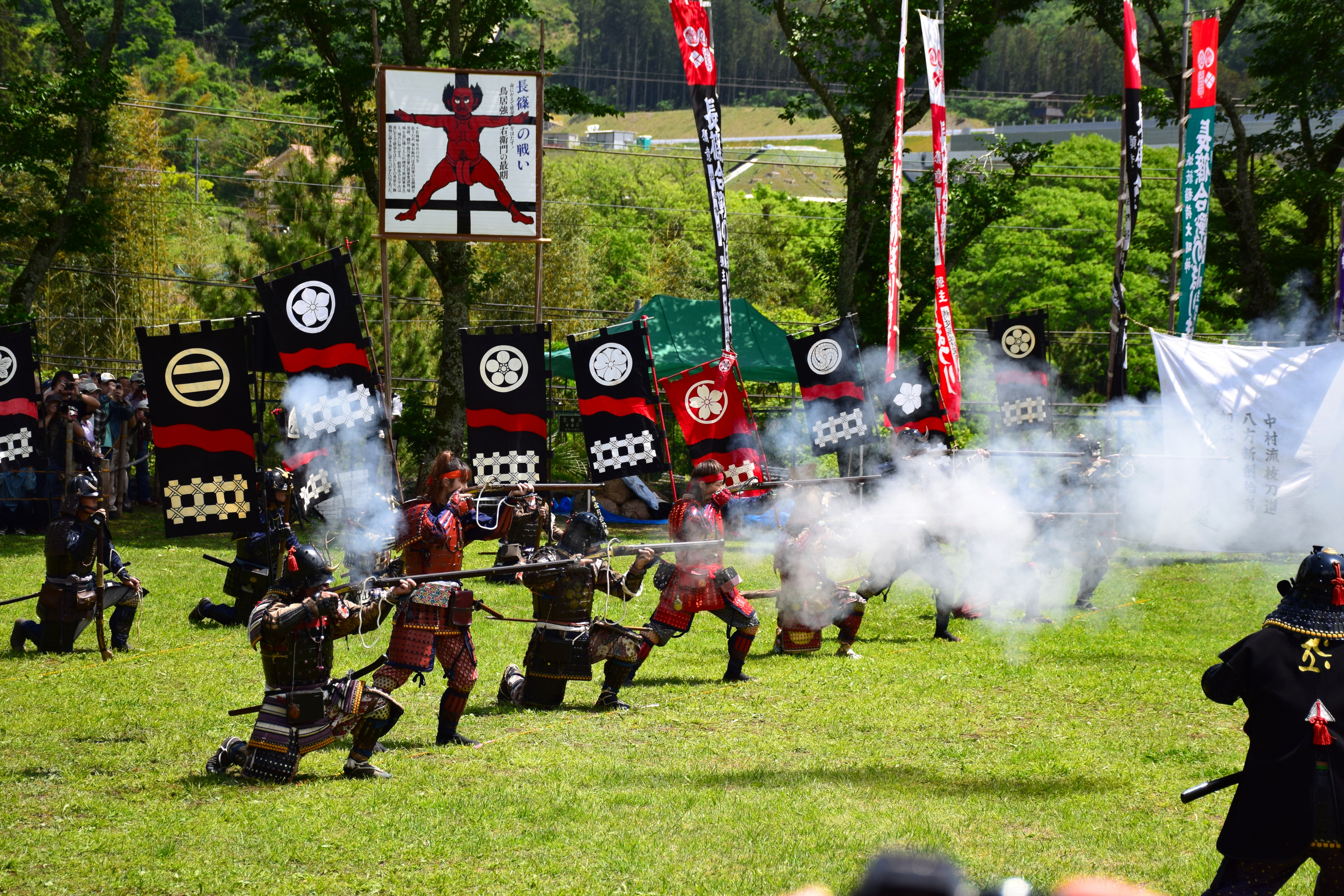

Shinshiro (新城市; -shi) é uma cidade japonesa localizada na província de Aichi.
Em 1 de Maio de 2012 a cidade tinha uma população estimada em 49 915 habitantes e uma densidade populacional de 306,54 h/km². Tem uma área total de 117,94 km².
Recebeu o estatuto de cidade a 1 de Novembro de 1958.

## Educação

### Universidades
- Universidade Aichi Shinshiro Ōtani (愛知新城大谷大学, Aichi Shinshiro Ōtani Daigaku)

## Transportes

### Ferrovias
- JR Tōkai
  - Linha Iida

### Rodovias
- Rodovias expressas
  - Rodovia Expressa Tōmei (Toyokawa IC - Toyokawa)
  - Rodovia Expressa Shin-Tōmei (Shinshiro IC)
- Rodovias Nacionais
  - Rodovia Nacional Rota 151
  - Rodovia Nacional Rota 257
  - Rodovia Nacional Rota 301
  - Rodovia Nacional Rota 420